# Quiché (Volk)

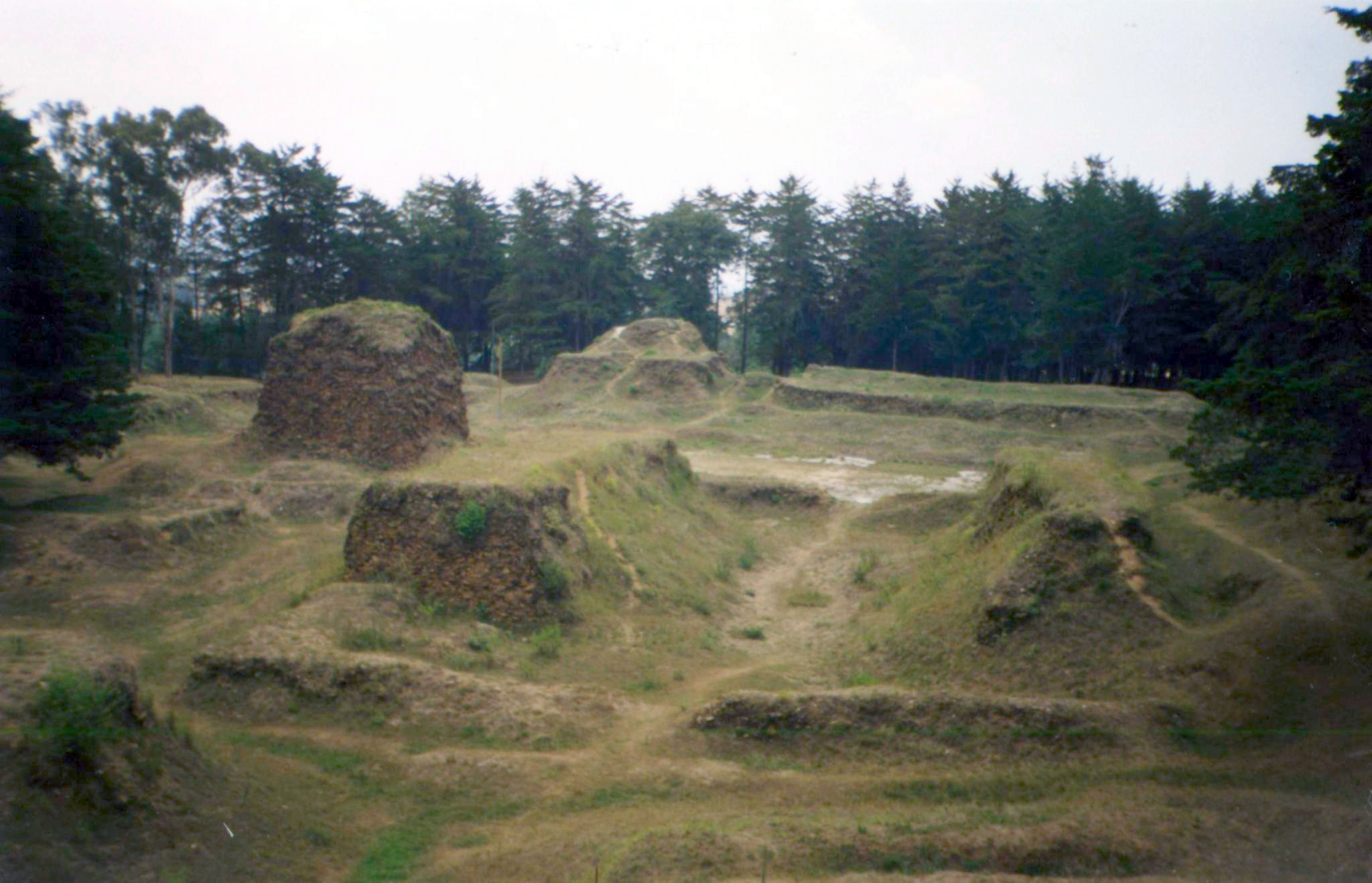
Überreste der ehemaligen Quiché-Hauptstadt Q'umarkaj

Die überwiegend im westlichen Hochland von Guatemala lebenden Quiché (auch  K’iche’ = viele Bäume) bilden die größte indigene Volksgruppe des Landes. Geschichte und Glaubenswelt der Quiché-Indigenen spiegeln sich in einem der berühmtesten Bücher Amerikas wider – dem Popol Vuh.

## Siedlungsgebiete
Die Quiché gehören zur Großgruppe der Maya und leben heute hauptsächlich in den guatemaltekischen Departements El Quiché, Totonicapán, Sololá und Quetzaltenango. Die wichtigsten Städte in ihrem Siedlungsgebiet sind Quetzaltenango, Zunil, Chichicastenango und Santa Cruz del Quiché.

## Sprache
Die meisten Quiché-Indianer sprechen Quiché, das zusammen mit den benachbarten Uspanteco, Sacapulteco, Caqchikel und Tzutuhil zu den Maya-Sprachen des Hochlands zählt. Mit ca. 2 Millionen aktiven Sprechern ist Quiché die meistgesprochene Maya-Sprache in Guatemala. Zudem sprechen die Quiché, außer in einigen abgelegenen Siedlungen, ein simples Arbeitsspanisch, um sich in den Betrieben, Landgütern sowie der Verwaltung Guatemalas verständlich machen zu können.

## Name
Der Eigenname K’iche’ leitet sich von K’i (= „viele“) und che’ (= „Baum“) ab und bedeutet somit „viele Bäume“. Die nördlich lebenden Nahua-Völker übersetzten diesen Namen ins Nahuatl als Cuauhtēmallān, diesen Namen adaptierten die Spanier als Guatemala und so kam der heutige Staat zu seinem Namen. Quiché ist wiederum die ans Spanische angepasste Form von K’iche’.

## Geschichte
Vor der spanischen Eroberung erstreckte sich der Einfluss und der Machtbereich des Quiché-Reiches – zeitweise in Zusammenarbeit mit den Cakchiquel – über das Hochland hinaus und umfasste das Tal von Antigua Guatemala sowie die Küstenregionen von Escuintla des heutigen Guatemala. Die Quiché beherrschten somit einen der flächenmäßig größten und mächtigsten Staaten Mittelamerikas, der auch Teile El Salvadors umfasste, und dessen spätere Hauptstadt Q’umarkaj (auch K’umarkaj oder Gumarcaj geschrieben; nahuatl: ‘Utatlán’) ca. 2,5 km westlich des heutigen Santa Cruz del Quiché gelegen war.
Das Quiché-Reich wurde in den Jahren 1524/5 von den Spaniern – zusammen mit deren zentralmexikanischen Nahua-Hilfstruppen der untereinander verfeindeten Tlaxcalteken und Azteken – unter der Führung des Conquistadors Pedro de Alvarado erobert, wobei auch die benachbarte und ebenfalls zu den Maya zählende Stammesgruppe der Cakchiquel die Spanier unterstützten, da sie seit der Mitte des 15. Jahrhunderts in offener Feindschaft mit den Quiché lebten. Der letzte Anführer oder Feldherr der Quiché, Tecun Uman, wurde von Alvarado 1524 im Tal von Xelaju (sprich: ‘Sche-La-Hu’, auch Xe laju' noj, Xela - ‘unter den 10 Bergen’), in der Nähe der gleichnamigen Stadt vernichtend geschlagen und anschließend in der Stadt ermordet. In dieser großen Schlacht kamen bis zu 10.000 Quiché ums Leben. Die Spanier gaben der Stadt Xelajú in Anerkennung ihrer zentralmexikanischen (vor allem tlaxcaltekischen) Nahua-Verbündeten den Nahuatl-Namen Quetzaltenango (entweder „Ort des Quetzal“ oder „Ort, an dem Mauern errichtet wurden“). Während der Kolonialzeit entwickelte sich die Stadt dann zum Handelszentrum im westlichen Hochland.
Nach den großen Verlusten durch die Niederlage ergaben sich die Quiché und luden Alvarado in ihre Hauptstadt Q'umarkaj ein. Da jedoch Alvarado einen Hinterhalt erwartete, ließ er die Stadt niederbrennen. Heute können die Ruinen und Tempelpyramiden von Q'umarkaj touristisch erkundet werden.